# Wilkinson (rivière)
Pour les articles homonymes, voir Wilkinson.
La rivière Wilkinson   (anglais : Wilkinson River) est un cours d’eau court de la région de la West Coast dans l’Île du Sud de la Nouvelle-Zélande et un affluent de la rivière Whitcombe, donc un sous-affluent du fleuve Hokitika.

## Géographie
C’est un affluent de la rivière Whitcombe.